# Gettr
Gettr - соціальна мережа створена Джейсоном Міллером, колишнім помічником Дональда Трампа. Бета-версія запущена 1 липня 2021 року. Інтерфейс платформи нагадує Twitter. Gettr виник як реакція на блокування облікових записів Трампа та багатьох його прихильників після штурму Капітолія 6 січня 2021 року. Відтоді консервативні групи почали шукати альтернативних можливостей взаємодіяти в мережі «Інтернет», крім таких популярних соціальних платформ як Facebook, Twitter тощо.
Разом з тим, Gettr ще не є платформою, яку обіцяв створити сам Трамп, після блокування його акаунтів у Facebook.

## Українська мова в додатку
Українські користувачі через відсутність української мови в застосунку започаткували використання хештеґа #UkrMustBe (з англ. «Українська повинна бути»), щоб звернути увагу розробників.
«Ukrainian users value free speech, however they want it to be the language they understand. 

We crave GETTR have Ukrainian! #UkrMustBe» (англ.). Це повідомлення також підтримали в Україні . А пізніше було дописано «Glory to Ukraine! Glory to the heroes! (“Slava Ukraini! Heroiam slava!” in Ukrainian)».
«Українські користувачі цінують свободу слова, однак вони хочуть, щоб вона була зрозумілою для них.

Ми прагнемо, щоб на GETTR була українська мова! #UkrMustBe» (перек. на укр.)